# Кальвелаге (графство)
Графство Кальвелаге (Grafschaft Calvelage) — феодальное владение в составе Священной Римской империи, существовавшее во второй половине XI века и первой половине XII века.
Впервые упоминается в документе, датированном 1070 годом. Первоначально включало районы Фехты и Берзенбрюка в Нижней Саксонии.
Около 1100 года графы Кальвелаге получили во владение участок Тевтобургского леса. Там они построили замок Равенсберг, в который в 1140 г. перенесли свою резиденцию. Вскоре после этого они стали называть себя графами Равенсберга. Территорию Фехты и Берзенбрюка они в 1252 году продали епископству Мюнстер.
Графы Кальвелаге:
- Герман I, в 1070 г. женился на Этелинде фон Нортхайм, дочери баварского герцога Оттона фон Нортхайма. Считается потомком Германа фон Энама (ум. 1029) из рода графов Вердена.
- Герман II (I) (ум. 1144), сын Германа I
- Оттон I (1120—1170/80), граф Кальвелаге и Равенсберга, сын предыдущего.